# Wilhelm Rögge

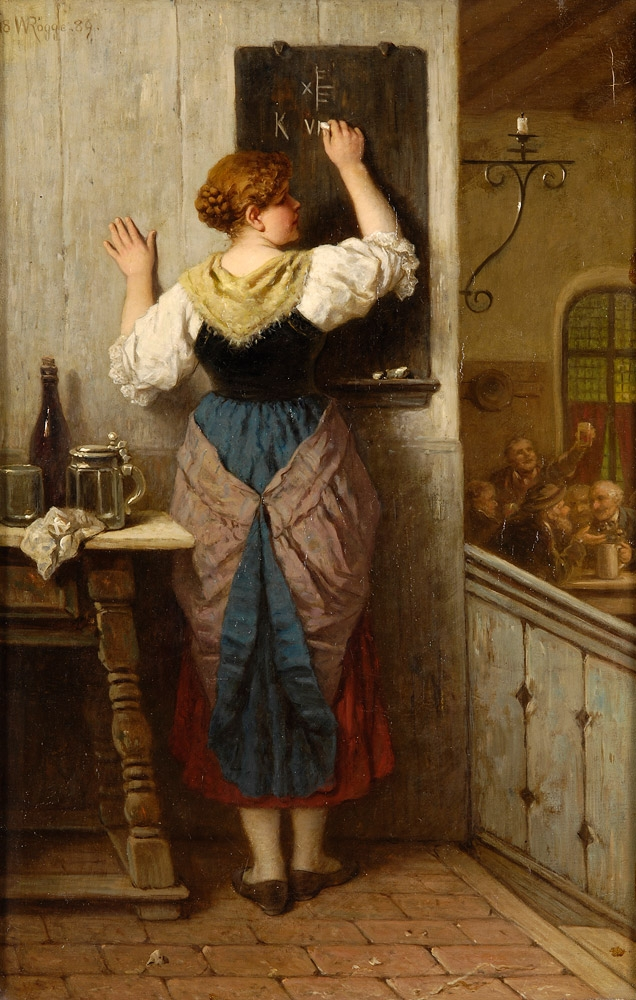
Eine fesche Oberin, 1889

Wilhem Rögge, né à Osterkappeln (près d’Osnabrück) le 28 avril 1829 et décédé à Munich le 11 février 1908, est un peintre allemand.

## Biographie
Il commence ses études artistiques avec le peintre et lithographe Theodor Josep Terpen à Osnabrück. Il suit, dès 1848, les cours de Philipp von Foltz à l’Académie des beaux-arts de Munich et complète sa formation auprès de Josef Kehren à Düsseldorf. Après un voyage d’études aux Pays-Bas et en Italie du Nord, il travaille comme peintre dans le genre historique à Munich. Pour le roi Louis II, il participe en créant des fresques à la décoration des châteaux de Linderhof et d’Herrenchiemsee.